# Las Vegas (TV-serie)
Las Vegas är en amerikansk TV-serie om ett arbetsteam som arbetar på det fiktiva Montecito Resort & Casino i Las Vegas där de tar hand om den dagliga driften. Det handlar om allt från att parkera besökarnas bilar, driva restauranger och att säkerställa kasinots säkerhet. TV-serien startade den 22 september 2003 på NBC och sändes i över 70 länder.

## Bakgrund
Seriens ursprunglige huvudperson är Oscarsnominerade James Caan som gestaltar den hårde ex-CIA agenten Ed Deline som under seriens gång avancerat från säkerhetsansvarig till VD för Montecito. En annan nyckelfigur i serien är den före detta marinsoldaten Danny McCoy (Josh Duhamel), ansedd som Ed Delines närmaste man och den mest anförtrodda för att sköta bekämpningen av brott på kasinot, och han är Montecitos säkerhetsansvarige. Danny McCoy sköter allting från att avslöja lögnare och bedragare till att hålla koll på spelarna som vinner ”för mycket”.
Andra personer som arbetar med Deline & McCoy är ett gäng övervaknings- och säkerhetspersonal samt den före detta chefen för parkeringen, Mike Cannon (James Lesure) som spelar en viktig roll vid utredningar då han har en ingenjörsexamen från MIT. McCoys barndomskompis och ex-flickvän, Mary Conell (Nikki Cox) arbetar också på kasinot som ”Special Events Director”, men nu i tredje säsongen är hon befordrad till ”Hotel Manager”. Samantha (Sam) Marques (Vanessa Marcil) är en manipulativ kvinna som anses var den bästa kasinovärdinnan i Las Vegas, hon har bara ett intresse - att få storspelare att spela på Montecito. Delines dotter, Delinda Deline (Molly Sims) är föreståndare för den hetaste restaurangen på Montecito – Mystique. Hon dejtar för tillfället McCoy igen efter att tidigare ha dejtat honom i den första säsongen.
Serien gick i fem säsonger, och det sista avsnittet sändes i februari 2008.

## Rollista
Ed Deline - James Caan 
Säsong 1-4. Före detta CIA agent, börjar som chef för säkerheten men blir sedan VD för hela Montecito. Försvinner inför säsong 5 efter att han misstänkts för mord på Marys pappa. 
Danny McCoy - Josh Duhamel 
Säsong 1-5. Chef för säkerheten på Montecito och i säsong 5 befordrad till VD. Född och uppväxt i Las Vegas med Mary. Blir inkallad till Irakkriget i slutet av säsong 1 och tilldelas Silver Star. Friar till Mary när han kommer hem men förlovningen bryts. Börjar dejta Delinda i säsong 4.
Mike Cannon - James Lesure 
Säsong 1-5. MIT-utbildad ingenjör som startar som parkeringsvärd men blir snart en i säkerhetsteamet. 
Delinda Deline - Molly Sims 
Säsong 1-5. Chef för restaurangen och nattklubben Mystique. Dotter till Ed Deline.
Mary Connell - Nikki Cox 
Säsong 1-4. 
Samantha Marquez - Vanessa Marcill 
Säsong 1-5. Las Vegas bästa kasinovärd. 
Nessa Holt - Marsha Thomason 
Säsong 1-3. Uppväxt med Ed Delines familj efter att hennes pappa försvunnit. 
A.J Cooper - Tom Selleck 
Säsong 5. Köper Montecito i säsong 5.
Mitch Sassen - Mitch Longley
Jobbar med övervakning och säkerheten. 
Luiz Perez - Guy Ecker 
Säsong 1-2. Polis och vän med Danny, dör i Irakkriget i säsong 2.
Jillian Deline - Cheryl Ladd 
Säsong 1-5. Gift med Ed Deline och mamma till Delinda. 
Casey Manning - Dean Cain 
Säsong 2-4. Gift med Samantha men är inte med i serien för det mesta. Köper Montecito i säsong 3. Dör efter att ha dykt med bläckfiskar i säsong 4.
Gavin Brunson - James McDavid 
Säson 1-2. Montecitos ägare i säsong 1-2.
Monica Mancuso- Lara Flynn Boyle 
Säsong 3. Köper Montecito i säsong 3. Dör efter att ha flugit ut ur fönstret på ett rum.
Gästskådespelare:
- Sylvester Stallone - Frank
- Alec Baldwin - Jack Keller

Som sig själva:
- Criss Angel
- Paul Anka
- The Black Eyed Peas
- Blue Man Group
- James Blunt
- Jon Bon Jovi
- Michael Bublé
- Brooke Burke
- Lance Burton
- Charo
- Chubby Checker
- Sasha Cohen
- Snoop Dogg
- Duran Duran
- Annie Duke
- John Elway
- Chris Ferguson
- Robert Goulet
- Hugh Hefner
- Don Knotts
- Ron Jeremy
- Jewel
- Jimmie Johnson
- Gladys Knight
- John Legend
- Lil' Flip
- Little Richard
- Los Lonely Boys
- Howie Mandel
- Dave Mirra
- Ne-Yo
- Judd Nelson
- Wayne Newton
- OK Go
- Tony Orlando
- Donny Osmond
- Penn & Teller
- The Polyphonic Spree
- Wolfgang Puck
- The Pussycat Dolls
- Rihanna
- Dennis Rodman
- Joe Rogan
- Lawrence Taylor
- Jean-Claude Van Damme